# Куц Валерій Васильович
Вале́рій Васи́льович Куц — сержант Збройних сил України.
Старший водій гаубичної артилерійської батареї 55-ї артбригади.

## Нагороди
За особисту мужність і героїзм, виявлені у захисті державного суверенітету та територіальної цілісності України, вірність військовій присязі під час російсько-української війни нагороджений
- орденом «За мужність» III ступеня (22.1.2015).